# بنفشه ملی استرالیایی
 بنفشه ملی استرالیایی(نام علمی: Viola banksii) نام یک گونه از سرده بنفشه است.